# London Borough of Bromley
Der London Borough of Bromley [ˈbɹɒmli] ist ein Stadtbezirk von London. Er liegt im Südosten der Stadt. Bei der Gründung der Verwaltungsregion Greater London im Jahr 1965 entstand er aus dem Municipal Borough of Bromley, dem Municipal Borough of Beckenham, dem Penge Urban District, dem Orpington Urban District und einem Teil des Chislehurst and Sidcup Urban District in der Grafschaft Kent. 1969 wurde das Dorf Knockholt abgetrennt und dem Distrikt Sevenoaks in Kent angefügt.
Bromley ist der flächenmäßig größte Stadtbezirk und gilt wegen seiner ausgedehnten Grünflächen und Landwirtschaftszonen im Südteil als ländlichste Gegend Londons. Der bei der gleichnamigen Ortschaft gelegene Biggin Hill Airport ist mit rund 90.000 Flügen pro Jahr ein wichtiger Standort der Geschäftsluftfahrt im Raum London. 
In Bromley stand von 1854 bis 1936 der Crystal Palace.
Napoleon III. starb am 9. Januar 1873 in Chislehurst.

## Stadtteile
- Anerley
- Beckenham *
- Bickley
- Biggin Hill *
- Bromley
- Bromley Common *
- Chelsfield
- Chislehurst *
- Downe *
- Elmstead
- Farnborough
- Green Street Green
- Hayes
- Keston
- Kevington
- Mottingham
- Orpington
- Penge
- Petts Wood
- Pratt’s Bottom
- Shortlands
- Southborough
- St Mary Cray
- St Paul’s Cray
- Sundridge *
- West Wickham

* - Zu entsprechenden Stadtteilen gibt es noch keine eigenen Artikel, nur Weiterleitungen hierher.

## Bevölkerung
Die Bevölkerung setzte sich 2008 zusammen aus 87,7 % Weißen, 4,4 % Schwarzen, 3,9 % Asiaten und 0,8 % Chinesen.

## Persönlichkeiten

### Bis 1900
- James Burbage (frühe 1530er Jahre–1597), Schauspieler und Theaterbauer/-besitzer
- Francis Walsingham (1532–1590), Begründer des britischen Geheimdienstes
- H. G. Wells (1866–1946), Schriftsteller
- Wilfred Baddeley (1872–1929), Tennisspieler
- Enid Blyton (1897–1968), Kinderbuchautorin
- Carl Erhardt (1897–1988), Eishockeyspieler, -trainer und -funktionär
- Malcolm Campbell (1885–1948), Rennfahrer und Journalist

### 1900–1950
- Josephine Wilson (1904–1990), Schauspielerin
- Owen Chadwick (1916–2015), Theologe und Historiker
- Talbot Rothwell (1916–1981), Schriftsteller und Drehbuchautor
- Stephen Peet (1920–2005), Dokumentarfilmer
- David Cobb (1921–2014), Landschafts- und Marinemaler, Illustrator, Sachbuchautor und Präsident der Royal Society of Marine Artists
- David Edward Jenkins (1925–2016), Geistlicher, Bischof von Durham
- Joe Wheeler (1927–1977), Musikforscher
- Derek Lamb (1936–2005), Dokumentar- und Trickfilmer
- Bill Wyman (* 1936), Bassist
- Christopher Fettes (* 1937), Lehrer, Landwirt und Gründer der Ecology Party of Ireland
- Michael Scott-Joynt (1943–2014), Bischof
- Andy Bown (* 1946), Musiker
- Nic Jones (* 1947), Folkmusiker
- Sir Stephen Cleobury CBE (1948–2019), Organist und Chorleiter
- Alison Richard (* 1948), Anthropologin und Hochschullehrerin
- Peter Frampton (* 1950), Musiker

### Seit 1950
- Paul Hendricks (* 1956), Weihbischof in Southwark
- Billy Jenkins (* 1956), Musiker
- David Sylvian (* 1958), Musiker
- Howard Goodall (* 1958), Komponist
- Mark Sanders (* 1960), Musiker
- Nick Heyward (* 1961), Musiker
- Norman Cook (* 1963), Musiker („Fatboy Slim“)
- Jerome Flynn (* 1963), Schauspieler
- Nigel Farage (* 1964), Politiker (UKIP)
- Lyndsey Stonebridge (* 1965), Literaturwissenschaftlerin
- Richard Reid (* 1973), Terrorist
- Barry Hawkins (* 1979), Snookerspieler
- Gary Paffett (* 1981), Rennfahrer
- Gary O’Neil (* 1983), Fußballspieler
- Mike Conway (* 1983), Rennfahrer
- Skream (* 1986), Dubstep-Produzent
- Pixie Lott (* 1991), Sängerin
- Esmee Hawkey (* 1998), Automobilrennfahrerin

## Städtepartnerschaften
- Neuwied (Deutschland, Rheinland-Pfalz), seit 1989